# Ejido de Mañi
Ejido de Mañi är ett samhälle (ejido) i Mexiko, tillhörande kommunen Jiquipilco i den nordvästra delen av delstaten Mexiko. Orten hade 943 invånare vid folkräkningen 2010.